# Moonlight II
M/Y Moonlight II, tidigare Alysia, är en superyacht tillverkad av Neorion i Grekland. Hon sjösattes och levererades 2005 till den cypriotiskfödde brittiske skeppsredaren Andreas Liveras. Den hade då namnet Alysia och var 85 meter lång. År 2010 låg den ute till försäljning till ett försäljningspris på 85 miljoner euro. Samma år såldes den och bytte till det nuvarande namnet. Det rapporterades senare om att ägaren var schejk Sultan bin Khalifa Al Nahyan, emiratisk kunglighet och son till emiren av Abu Dhabi, Khalifa bin Zayed Al-Nahyan. Mellan 2014 och 2015 renoverades den och blev samtidigt förlängd med mer än sex meter. I maj 2023 rapporterade nyhetsmedia om att superyachten var till salu ännu en gång.
Hon designades både exteriört och interiört av Alpha Marine och Lally Poulias. Den är 91,39 meter lång och har kapacitet för att ha 36 passagerare fördelat på 18 hytter. Superyachten har också en besättning på 36 besättningsmän.
Moonlight II är systerfartyg till Queen Miri.